# Batracomorphus latona
Batracomorphus latona är en insektsart som beskrevs av Knight 1983. Batracomorphus latona ingår i släktet Batracomorphus och familjen dvärgstritar. Inga underarter finns listade i Catalogue of Life.